# 龙东站
龍東站（：／ Yongdong yeok */?）是位于韩国全罗北道益山市龍東面的一个车站，属于湖南线。

## 历史
- 1955年8月11日 - 落成使用，车站名称是龍安站。
- 1987年4月1日 - 改为现在名称。

## 相鄰車站
韓國鐵道公社
湖南線
江景－龍東－咸悅